# 極低密度脂蛋白
極低密度脂蛋白是由肝臟製造經由血液循環的脂蛋白。極低密度脂蛋白為四大類脂蛋白中的其中一類，此四類為：乳糜微粒、極低密度脂蛋白(VLDL)、低密度脂蛋白(LDL)、高密度脂蛋白(HDL)等。可以使脂肪和膽固醇在水溶性的血液中移動。VLDL在肝臟中由三酸甘油脂、膽固醇、和載脂蛋白組成，肝臟可以利用葡萄糖、胺基酸或游離脂肪酸來合成三酸甘油酯，然後和蛋白質一起包裝成極低密度脂蛋白送入血液，以便將三酸甘油酯運送到脂肪組織儲存或供其他組織利用，因此極低密度脂蛋白是在肝臟形成，且含有52%的三酸甘油酯，所以其主要功能即為攜帶「內生性三酸甘油酯」。進入血液中的極低密度脂蛋白會快速的經由脂蛋白脂解酶的作用將三酸甘油酯水解並移除，漸而轉變成為中密度脂蛋白（intermediate density lipoprotein;IDL）和低密度脂蛋白（LDL) 極低密度脂蛋白粒子直徑為30~80 nm。

## 功能
VLDL傳送內源性三酸甘油脂、膽固醇、磷脂和膽固醇脂。他的功能為體內傳送脂質機制。此外，他為長期疏水性細胞間的訊息傳送者，像是 Indian hedgehog (protein)一樣的形態。

## 在循環時候的改變
由肝臟所釋放的初期VLDL含有，載脂蛋白B、載脂蛋白C1、載脂蛋白E、膽固醇、膽固醇酯和三酸甘油脂。當他在血液中環繞後，會攜帶載脂蛋白C2以及加上由高密度脂蛋白而來的apoE。以這個觀點來看，初期VLDL變成了成熟的VLDL。
一旦在此循環中，VLDL便和脂蛋白脂酶(LPL)在身體理的微血管床接觸，像是，脂肪、心臟和骨骼肌。LPL會從VLDL移走三酸甘油脂，用來儲存或製造能量。HDL和VLDL透過膽固醇脂轉運蛋白(CEPT)交換磷脂質和三酸甘油脂。當因為LPL和CETP酵素的作用，使的越來越多三酸甘油脂從VLDL被移走，這樣使分子組成改變，VLDL會再將apoC-II轉移給HDL但是保有apoE，使他變成中密度脂蛋白(IDL)。
50%的中密度脂蛋白可透過載脂蛋白B以及中密度脂蛋白含有的apoE被肝臟上的接收細胞辨識。剩下50%的中密度脂蛋白失去了apoE。當他們的膽固醇含量比三酸甘油脂多時，他們會變成LDL(以apoB-100做為主要的載脂蛋白)。LDL透過LDL接收器，會以內吞的方式使LDL進入細胞，儲存為細胞膜的結構，還是成為固醇類荷爾蒙，或是膽脂酸。

## 極低/低密度脂蛋白調控C型肝炎病毒感染
病毒脂質顆粒 (lipo-viral particles, LVP)是含有載脂蛋白、C型肝炎病毒RNA及C型肝炎病毒蛋白的低密度/極低密度脂蛋白，被認為是C型肝炎患者血液樣本中最具感染力的部分。研究指出脂蛋白酶不但參與(極)低密度脂蛋白的代謝過程，在細胞實驗中也會抑制C型肝炎病毒的感染。目前對於這些病毒脂質顆粒中的脂肪及蛋白對於C型肝炎病毒感染的功能的研究仍未清楚。